# Giovana Pass
Giovana Prado Pass (São Paulo, 30 de março de 1998) é uma amazona olímpica brasileira. Representou o Brasil nos Jogos Olímpicos de Verão de 2016 nas prova de adestramento dos Jogos Olímpicos de Verão de 2016 como representante do país-sede. Terminou a competição individual em 47º e a competição por equipes na 10º colocação.